# Агатис южный
Новозела́ндское ка́ури, или Ага́тис ю́жный (лат. Agathis australis) — вид деревьев из рода Агатис семейства Араукариевые (Araucariaceae). Является самым крупным в Новой Зеландии видом деревьев. Это один из древнейших видов хвойных деревьев, переживший динозавров и встречавшийся уже во время юрского периода (примерно 150 миллионов лет назад).

## Распространение
Родиной новозеландского каури является северная оконечность Северного острова Новой Зеландии.

## Биологическое описание
Вечнозелёное дерево, высотой 30—50 метров и обхватом ствола до 16 метров. Самые известные каури новозеландцы называют по имени и, как и жители Калифорнии к мамонтовым деревьям, прикрепляют к ним таблички с этими личными именами. Самое большое дерево с собственным именем Тане Махута (маори: «Первое воплощение Тане»), высотой 51,5 метров и обхватом ствола 13,8 метров. Хвоя каури мало напоминает иголки обычных хвойных, скорее это кожистые, овальные листочки оливы или омелы. Кора очень красивая, гладкая, с пятнами отшелушившихся бляшек.
Новозеландское каури является однодомным, раздельнополым деревом с мужскими и женскими шишками на одном дереве. Мужские шишки цилиндрические от 2 до 5 см длиной находятся на черенке. Находящиеся на более коротком черенке женские шишки синевато-зелёные, почти шарообразные диаметром от 5 до 7,5 см. Опыление происходит в октябре, до созревания проходит около 20 месяцев.

## Применение

Стол и скамья

## Самые известные экземпляры

### Тане Махута(Tāne Mahuta)
Высота вместе с кроной 51,5 м обхват ствола 13,8 м. Высота ствола от земли до первых ветвей 17,70 м, объём ствола 244,5 м³.
Возраст Тане Махута оценивается в 1500—2500 лет (по другой оценке — 1200 лет).

### Те Матуа Нгаере(Te Matua Ngahere)
Те Матуа Нгаере имеет высоту вместе с кроной 29,9 м. Высота ствола от земли до первых ветвей 10,21 м. Обхват ствола 16,41 м — самый большой обхват среди каури. Объём ствола 208,1 м³. Возраст дерева более 2000 лет

### Другие известные экземпляры
- Четыре сестры (Four Sisters)
- Якас (Yakas)
- Квадратный каури (Square Kauri) (полуостров Coromandel)

## Фото

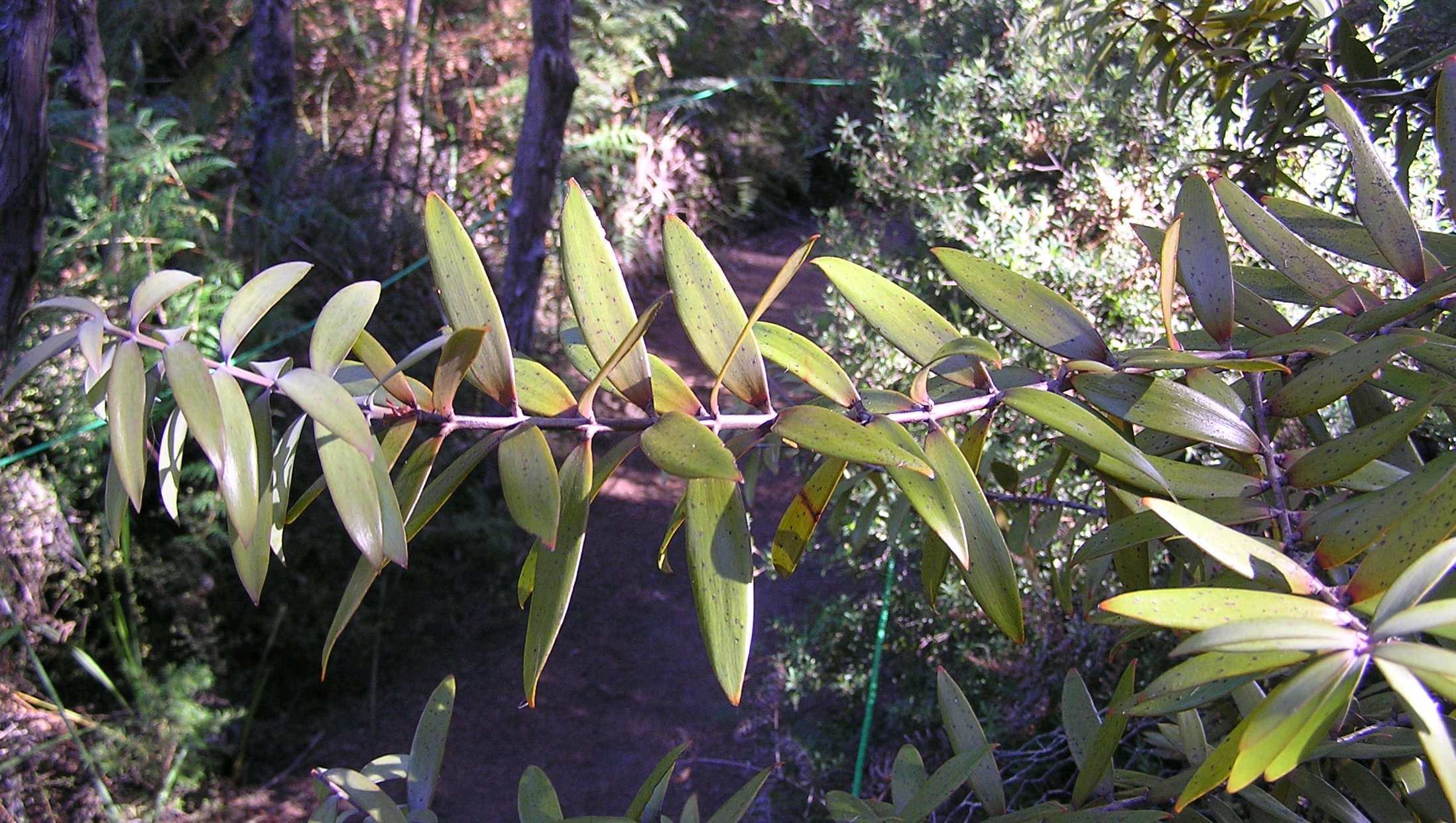
Листья молодого деревца в парке Gumdiggers.
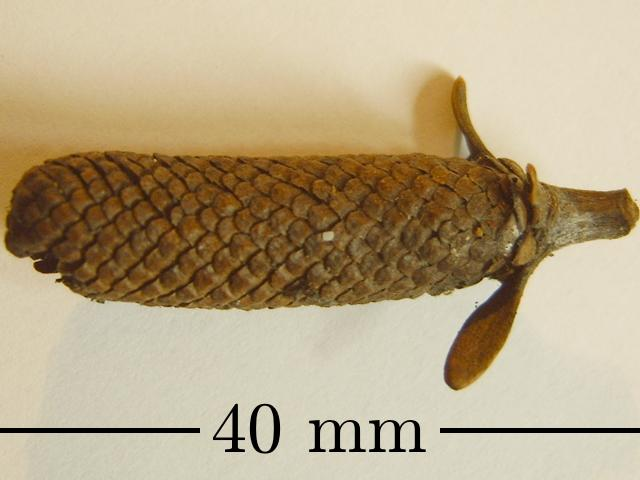
Мужская шишка каури.
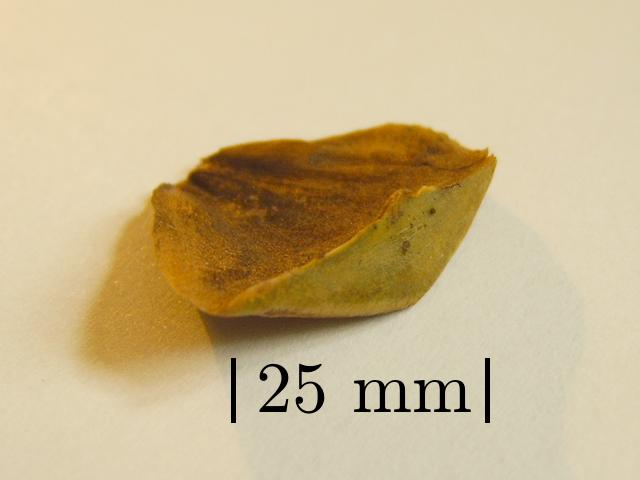
Чешуйка шишки каури.
Кора каури (Северный остров, Новая Зеландия).
Молодое деревце каури в парке Parry (невдалеке от Warkworth, Северный остров, Новая Зеландия).
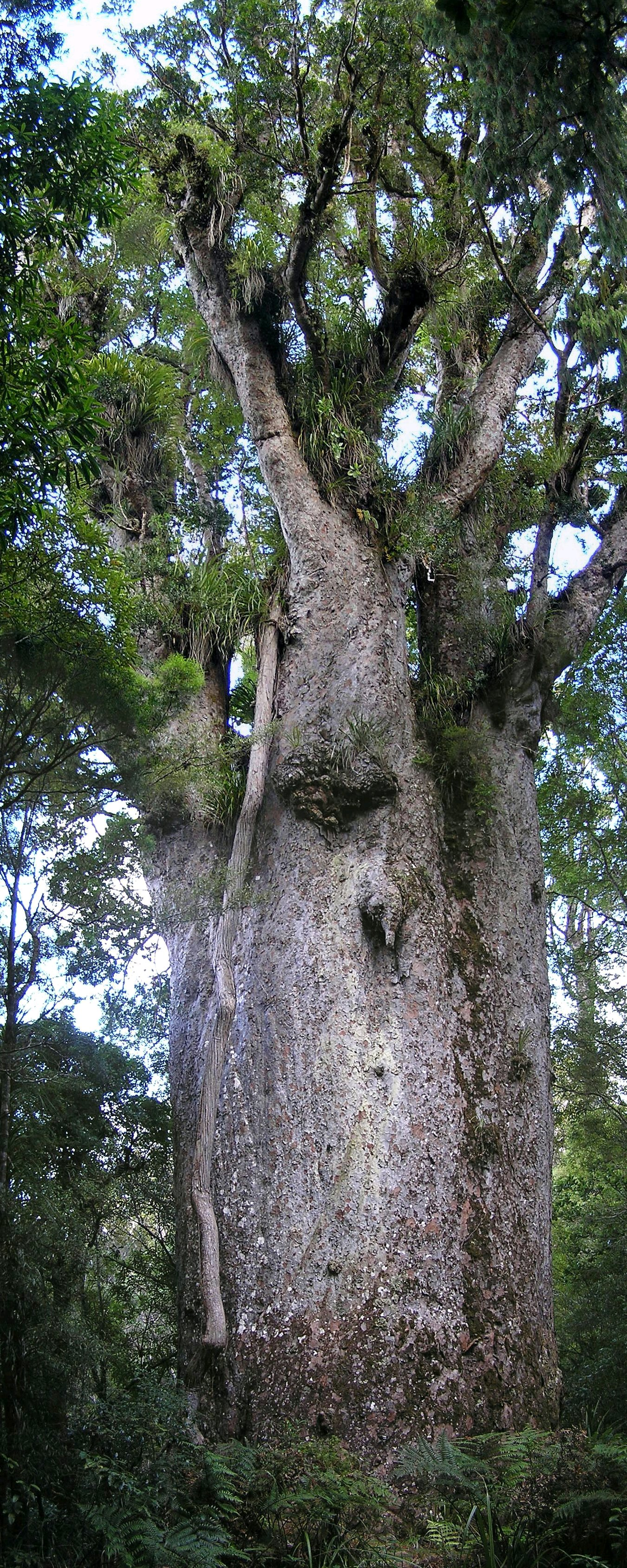
Второе по возрасту каури „Te Matua Ngahere“ („отец леса“) в заповеднике Waipoua (Северный остров, Новая Зеландия).
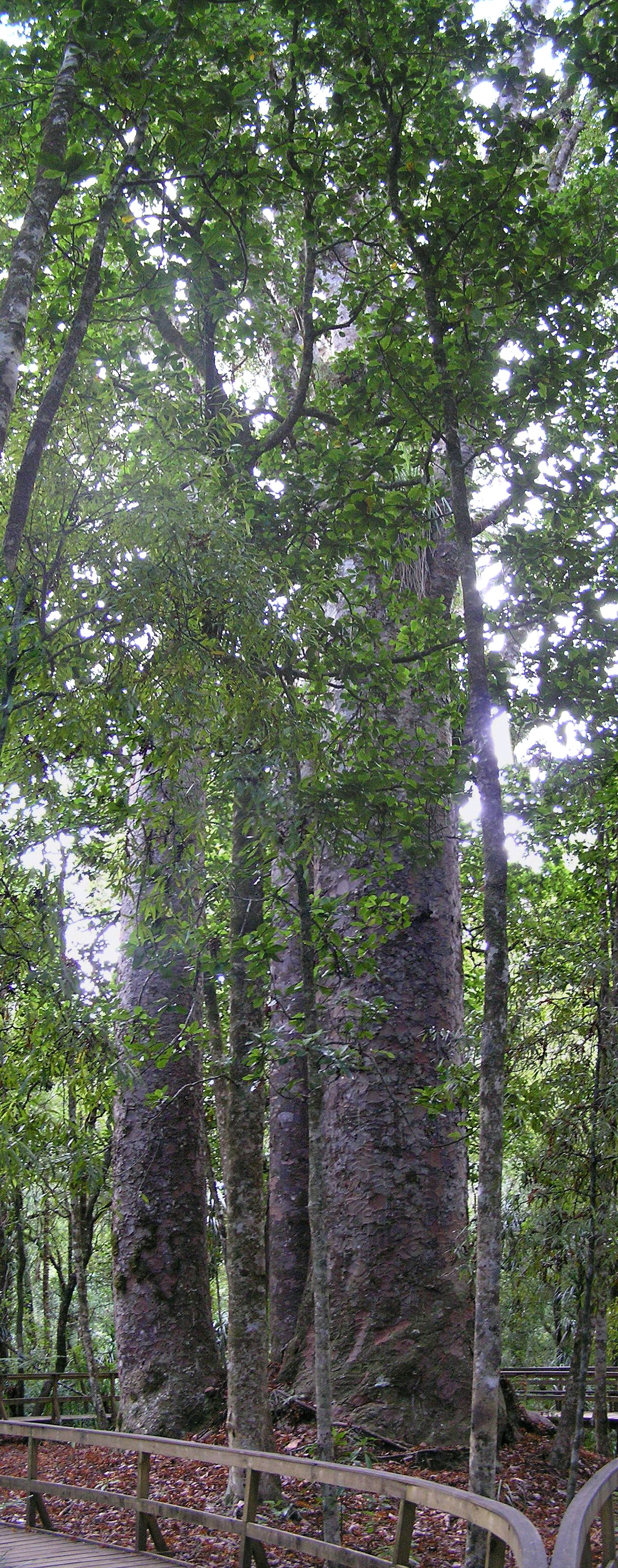
„Четыре Сестры“ в заповеднике Waipoua Forest (Северный остров, Новая Зеландия).
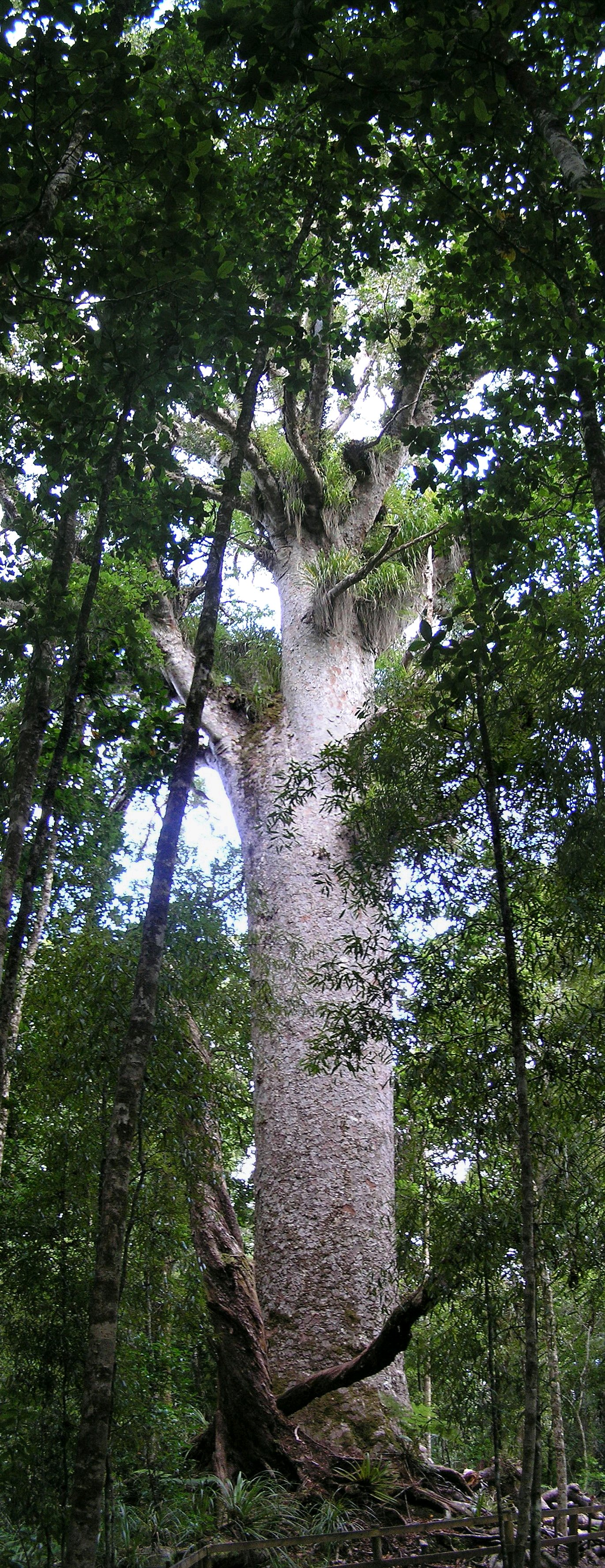
Каури в заповеднике Waipoua (Северный остров, Новая Зеландия).
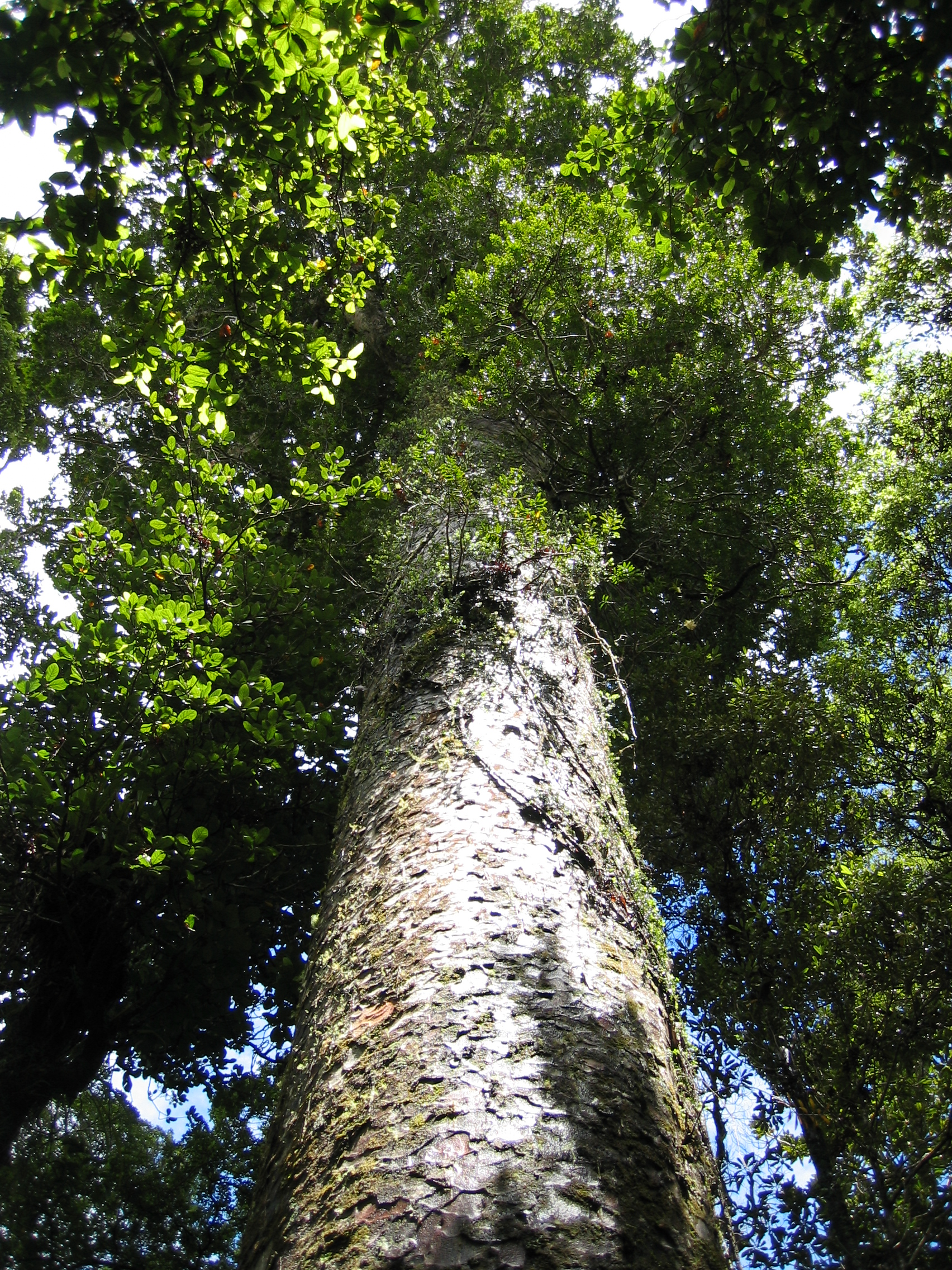
Каури, Waipoua Forest Park (Северный остров, Новая Зеландия).
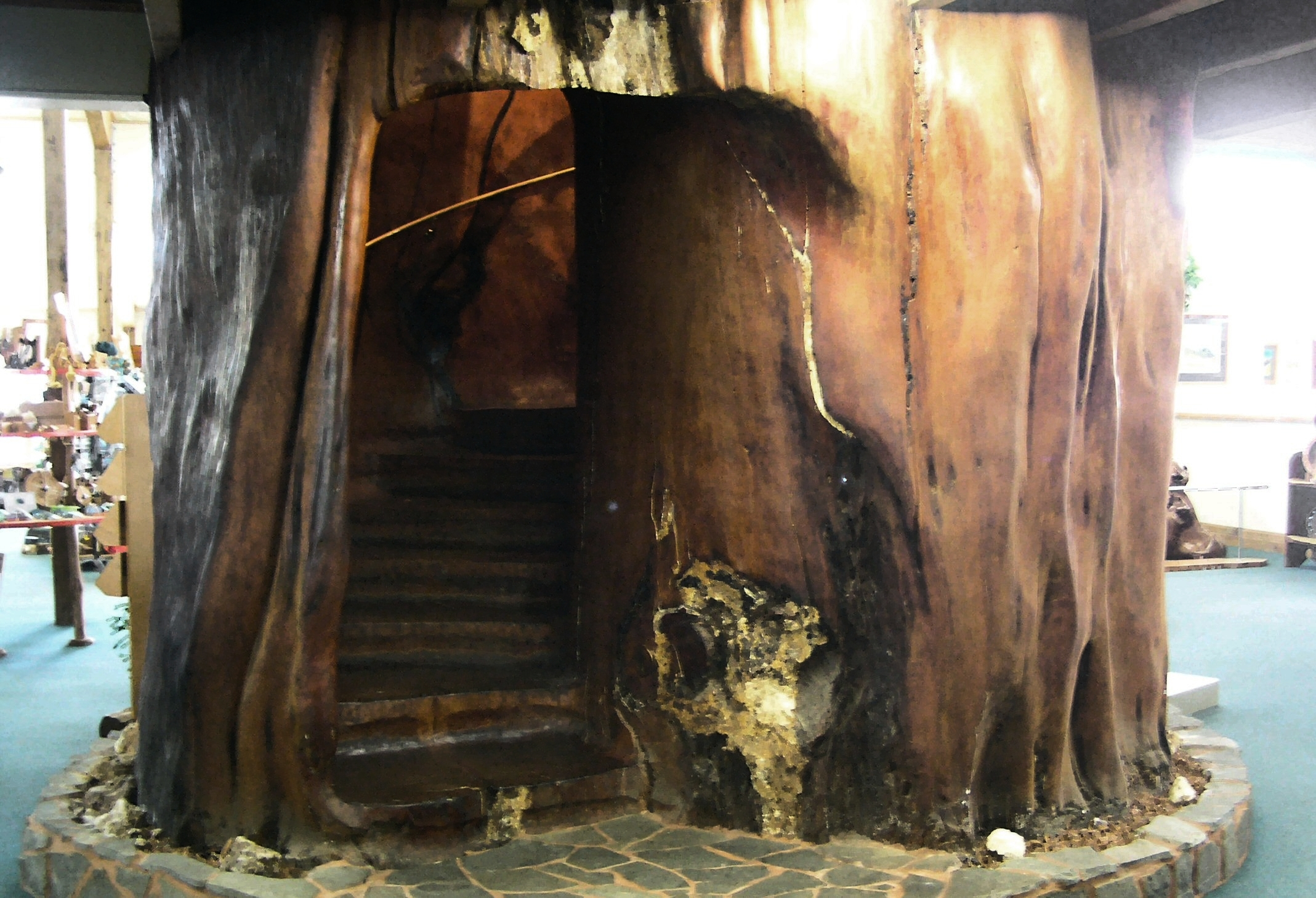
Ступени в старом дереве каури (Ancient Kauri Museum, Awanui, Новая Зеландия).
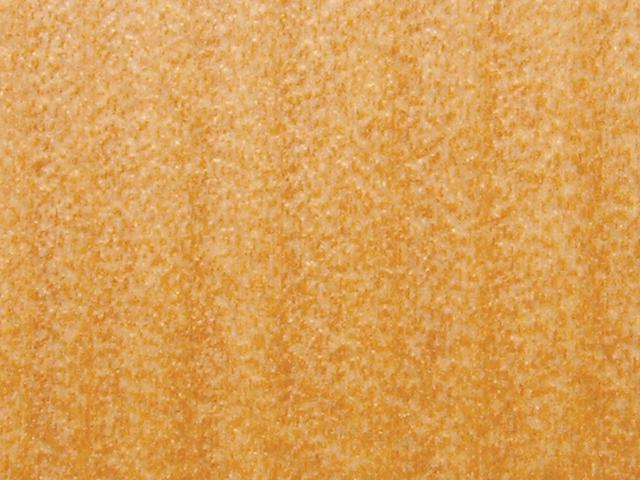
Древесина каури.
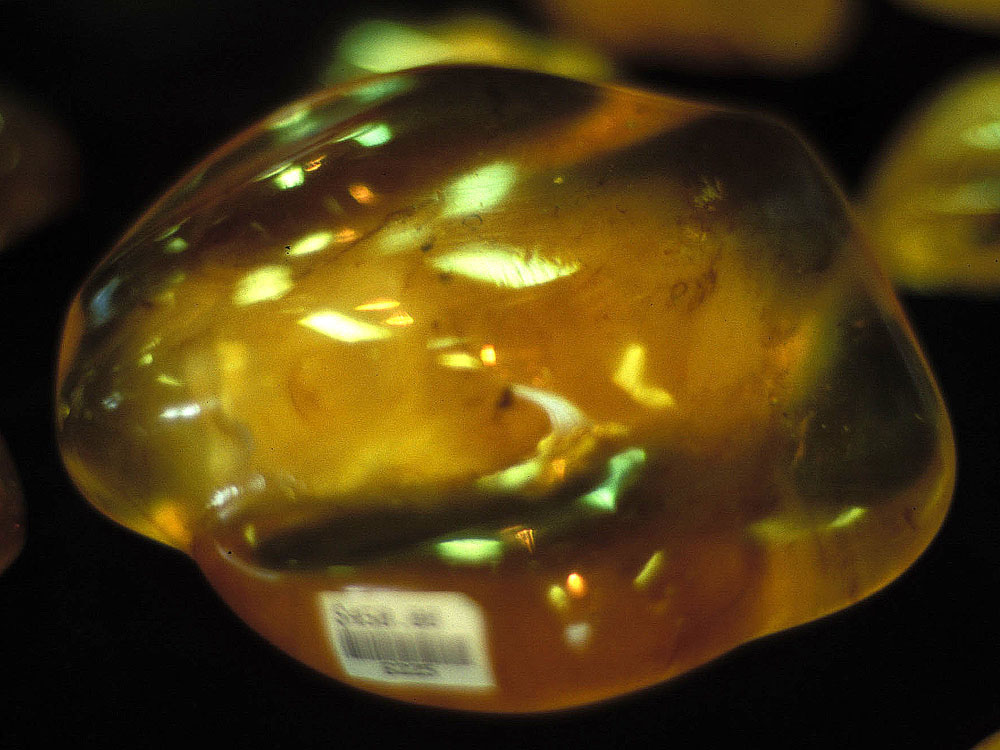
Янтарная смола каури.